# سهره‌نوک کاکل‌دار
سهره‌نوک کاکل‌دار (نام علمی: Spizixos canifrons) یک گونه از پرندگان آوازخوان از خانواده بلبلان (Pycnonotidae) است که در جنوب شرق آسیا از چین و هند تا سرزمین اصلی جنوب شرق آسیا یافت می‌شود.
دو زیرگونه شناخته شده‌است:
- S. c. canifrons Blyth، ۱۸۴۵ - در شمال شرقی هند و غرب میانمار یافت شد.
- S. c. ingrami Bangs & Phillips, JC، ۱۹۱۴ - در شرق میانمار، جنوب چین و شمال هندوچین یافت شد.